# Rex Gallion
Rex Robert Gallion, né le 2 octobre 1915 et décédé en février 1975, est un guitariste country-western et un musicien de studio durant les années 1940.
Avec Leo Fender, Freddie Tavares et Bill Carson il collabore, au début des années 1950, à la conception de la guitare électrique Stratocaster. Il est spécifiquement impliqué dans l'évolution de l'ergonomie de l'instrument et est souvent cité comme ayant demandé à Léo Fender une découpe derrière la caisse pour que le bord de la guitare appuie moins sur les côtes du guitariste.   